# Umbonia formosa
Umbonia formosa är en insektsart som beskrevs av Creão-duarte och Albino Morimasa Sakakibara 1997. Umbonia formosa ingår i släktet Umbonia och familjen hornstritar. Inga underarter finns listade i Catalogue of Life.